# Musikjahr 1853
Liste der Musikjahre

◄◄ | ◄ | 1849 | 1850 | 1851 | 1852 | Musikjahr 1853 | 1854 | 1855 | 1856 | 1857 | ► | ►►

Weitere Ereignisse
Dieser Artikel behandelt das Musikjahr 1853.

## Ereignisse

### Uraufführungen

#### Musiktheater
- 19. Januar: Die Oper Il trovatore von Giuseppe Verdi hat ihre Uraufführung am Teatro Apollo in Rom. Das Libretto von Salvadore Cammarano, vollendet von Leone Emmanuele Bardare, basiert auf dem Schauspiel El trovador von Antonio García Gutiérrez aus dem Jahr 1836.
- 02. Februar: Die dreiaktige Oper Le sourd ou L’auberge pleine von Adolphe Adam wird in Paris (Opéra-Comique) uraufgeführt.
- 06. März: Giuseppe Verdis Oper La traviata mit dem Libretto von Francesco Maria Piave nach dem Roman La dame aux camélias von Alexandre Dumas dem Jüngeren wird am Teatro la Fenice in Venedig uraufgeführt und fällt zunächst beim Publikum durch. Erst eine überarbeitete Neuversion wird später zu einer der erfolgreichsten Opern der Musikgeschichte.
- 16. März: Heimliches Geld, heimliche Liebe, eine Posse mit Gesang von Johann Nestroy mit Musik von Carl Binder, fällt bei seiner Uraufführung durch und wird bereits am nächsten Tag vom Spielplan gestrichen.
- 11. April: Die dreiaktige Oper Le roi des halles von Adolphe Adam wird in Paris (Théâtre-Lyrique) uraufgeführt.
- 28. April: Die Opéra-comique Le colin-maillard von Aristide Hignard auf ein Libretto von Jules Verne und Michel Carré hat ihre Uraufführung am Théâtre-Lyrique in Paris.
- 01. September: Die Uraufführung der komischen Oper Le Nabab von Fromental Halévy findet an der Opéra-Comique in Paris statt.
- 06. Oktober: Die dreiaktige Oper Le bijou perdu von Adolphe Adam wird in Paris, (Théâtre-Lyrique) uraufgeführt.
- 20. November: Die Uraufführung der Oper Giulia oder die Corsen von Peter Joseph von Lindpaintner erfolgt in Stuttgart.

#### Weitere Bühnenwerksuraufführungen
- Saverio Mercadante bringt 1853 zwei Opern heraus. Die Uraufführungen finden in Neapel aber in verschiedenen Theatern statt. Die Oper Statira wird im dortigen Teatro San Carlo uraufgeführt während das zweite Werk Violetta am Teatro Nuovo seine Premiere hat.
- In Frankfurt (Main) erlebt die Oper Rübezahl von Friedrich von Flotow ihre Uraufführung.
- Im Théâtre-Lyrique in Paris präsentiert der Komponist Albert Grisar erstmals sein musikalisches Bühnenwerk Les Amours du diable.
- Ambroise Thomas führt seine Oper La Tonelli erstmals auf.
- Die dreiaktige Oper Ser Babbeo, nach einem Libretto von Emmanuele Bardare wird in Neapel im Teatro Nuovo uraufgeführt. Die Musik stammt von Giuseppe Lillo.
- Emilio Arrieta komponiert die zwei Zarzuelas El grumete nach einem Text von Antonio García Gutiérrez und La estrella de Madrid nach einem Libretto von Adelardo López de Ayala.

#### Instrumental und Vokalmusik (Auswahl)
- 08. Dezember: Die 1. Sinfonie des 18-jährigen Camille Saint-Saëns hat ihre Uraufführung. Der Komponist hat das Werk nach der Komposition der Société Sainte-Cécile als Werk eines anonymen deutschen Meisters vorgelegt. Der Name des Autors wird auch bei der Uraufführung nicht genannt, erst als diese ein Erfolg wird, lüftet Saint-Saëns sein Inkognito. Dass er der Komponist des Stücks war, verwundert zahlreiche Kollegen, die dahinter das Schaffen eines gestandenen Mannes vermutet haben. Hector Berlioz wie auch Charles Gounod werden daraufhin zu Saint-Saëns’ engagiertesten Protektoren.
- Franz Berwald veröffentlicht das Klavierquintett Nr. 1 c-Moll und das Klaviertrio Nr. 4 C-Dur.

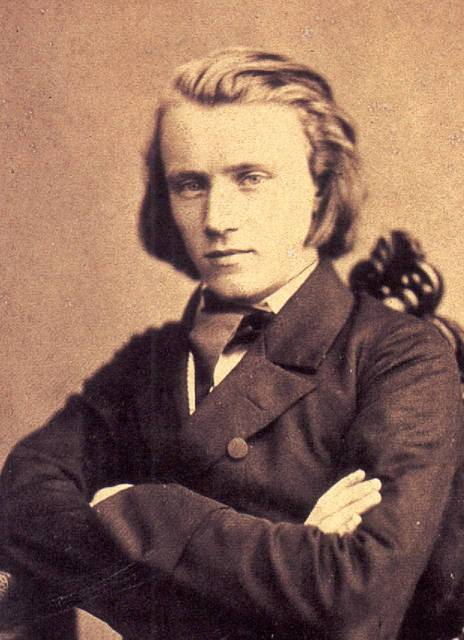
Johannes Brahms 1853

- Johannes Brahms komponiert mit der Klaviersonate Nr. 1 C-Dur sein erstes mit einer Werkszahl erfasstes Werk (Op. 1). Das ebenfalls 1853 erschienene Albumblatt a-Moll ist noch mit keiner Werksnummer versehen.
- Friedrich von Flotow präsentiert das Orchesterwerk Fackeltanz Es-Dur der Öffentlichkeit.
- Niels Wilhelm Gade komponiert die Novelletten für Klaviertrio op. 29 und die Kantate Elverskud (Erlkönigs Tochter).
- Charles Gounod komponiert die Messe c-Moll (Messe Nr. 1 aux Orphéonistes).
- Anton Grigorjewitsch Rubinstein vollendet unter anderem seine Drei Streichquartette op. 17 und die Violinsonate Nr. 2 a-Moll op. 19.
- Clara Schumann: Drei Romanzen op. 22
- Robert Schumann komponiert den Klavierzyklus Gesänge der Frühe op. 133. Im gleichen Jahr entstehen noch die Werke: Drei Klaviersonaten für die Jugend op. 118; Sieben Klavierstücke in Fughettenform op. 126; Die Ouverture mit Gesang über das Rheinweinlied für Tenor, Chor und Orchester op. 123; die Märchenerzählungen für Klarinette (Violine ad libitum), Viola und Klavier op. 132 und das  Violinkonzert in d-Moll.
- Richard Wagner schreibt seine Klaviersonate in As-Dur.

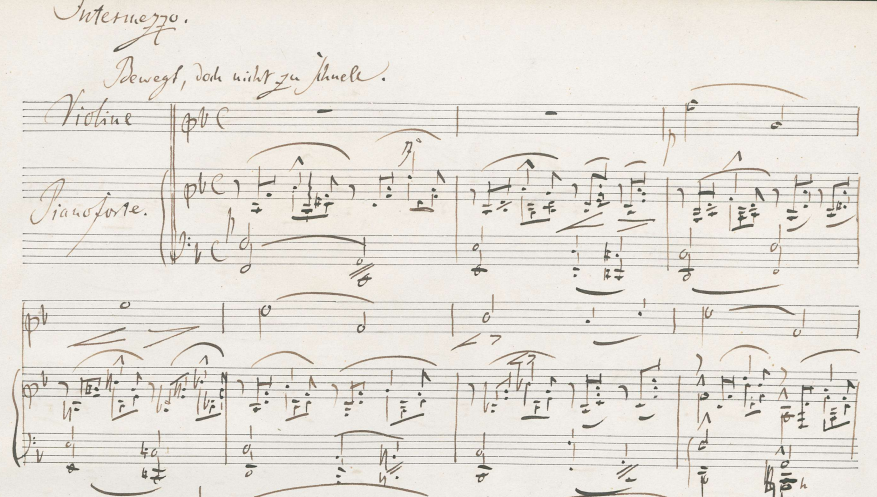
F.A.E.-Sonate, Beginn des 2. Satzes, Intermezzo, Autograph von Robert Schumann

- Ebenfalls im Jahr 1853 entsteht die F.A.E.-Sonate, eine Gemeinschaftskomposition von Albert Dietrich, Robert Schumann und Johannes Brahms, die für den Geiger Joseph Joachim entstand.

#### Unterhaltungsmusik
- Johann Strauss (Sohn): Der Komponist brachte im Jahr 1853 folgende Werke heraus: Phönix-Schwingen (Walzer) op. 125; Solon-Sprüche (Walzer) op. 128; Wiener Punch-Lieder op. 131; Vermählungs-Toaste (Walzer) op. 136; Knallkügerln (Walzer) op. 140; Wellen und Wogen (Walzer) op. 141; Kaiser-Franz-Joseph-I.-Rettungs-Jubel-Marsch op. 126; Caroussel-Marsch op. 133; Kron-Marsch op. 139; Satanella-Quadrille op. 123; Motor-Quadrille op. 129; Bouquet-Quadrille op. 135; Satanella-Polka op. 124; Freuden-Gruß-Polka op. 127; Aesculap-Polka op. 130; Veilchen-Polka op. 132; Tanzi-Bäri-Polka op. 134; Neuhauser-Polka op. 137; Pepita-Polka 138; Wiedersehen-Polka op. 142.

### Instrumentenbau
- 05. März: Der Deutsche Heinrich Steinweg gründet mit seinen Söhnen in New York den Klavierhersteller Steinway & Sons.
- 01. Oktober: Carl Bechstein gründet in Berlin die C. Bechstein Pianofortefabrik.
- 18. November: Julius Blüthner gründet in Großpösna bei Leipzig die Julius Blüthner Pianofortefabrik.

### Sonstiges

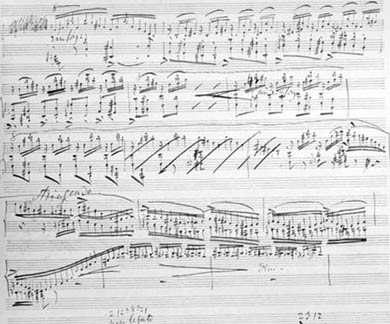
Eine Seite des Originalmanuskripts von Franz Liszts Klaviersonate in h-Moll

- Franz Liszt vollendet die Robert Schumann gewidmete Klaviersonate in h-Moll.
- Stephen Foster verfasst das Lied My Old Kentucky Home, heute die offizielle Hymne von Kentucky.

## Geboren

### Januar bis Juni
- 01. Januar: Hans Koessler, deutscher Komponist († 1926)
- 03. Januar: Iwan Knorr, deutscher Komponist und Musikpädagoge († 1916)
- 04. Januar: Alice Gomme, britische Volkskundlerin sowie Volksliedsammlerin und -forscherin († 1938)
- 15. Januar: Siegmund Steiner, österreichischer Sänger († 1909)
- 29. Januar: Frank Danford Abbott, US-amerikanischer Pianist, Musikkritiker und Komponist († 1944)
- 03. Februar: Blanche Corelli, deutsche Sängerin und Gesangspädagogin († 1939)
- 07. Februar: Emil Kaiser, Komponist und Militärkapellmeister († 1929)
- 20. Februar: Amanda Röntgen-Maier, schwedische Komponistin († 1894)
- 05. März: Arthur Foote, US-amerikanischer Komponist († 1937)
- 15. März: Jean A. Duquette, kanadischer Geiger, Bratschist und Musikpädagoge († 1902)
- 18. März: Émile-Alexandre Taskin, französischer Opernsänger († 1897)
- 29. März: Hans Bußmeyer, deutscher Komponist und Pianist († 1930)
- 05. April: Alfonso Rendano, italienischer Pianist und Musikpädagoge († 1931)
- 21. April: Charles Théodore Malherbe, französischer Musikwissenschaftler und Komponist († 1911)
- 29. April: Anna Grosser-Rilke, österreichisch-deutsche Pianistin, Klavierlehrerin und Journalistin († 1944)
- 01. Juni: Daniel Acker, US-amerikanischer Banjospieler, Musikpädagoge und Komponist († 1921)
- 11. Juni: Samuel Rousseau, französischer Komponist († 1904)
- 12. Juni: Julius Spengel, deutscher Komponist, Dirigent und Pianist († 1936)

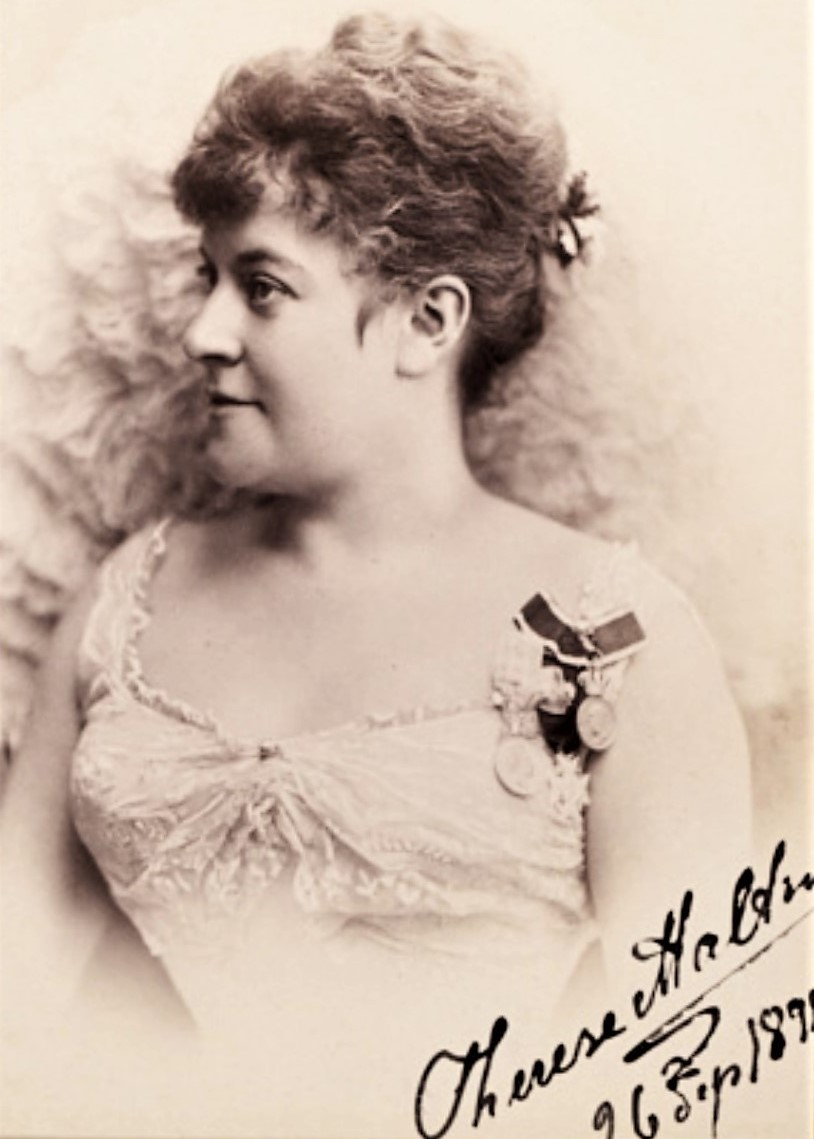
Therese Malten; * 21. Juni

- 21. Juni: Therese Malten, deutsche Sängerin (Sopran) († 1930)
- 29. Juni: Paul Véronge de la Nux, französischer Komponist († 1928)

### Juli bis Dezember
- 15. Juli: Hedwig Reicher-Kindermann, deutsche Sängerin († 1883)
- 21. Juli: Gustav Dannreuther, US-amerikanischer Geiger († 1923)
- 04. August: Martha Remmert, deutsche Pianistin, Musikpädagogin, Dirigentin, Musikfestmanagerin und Musikschriftstellerin († 1941)

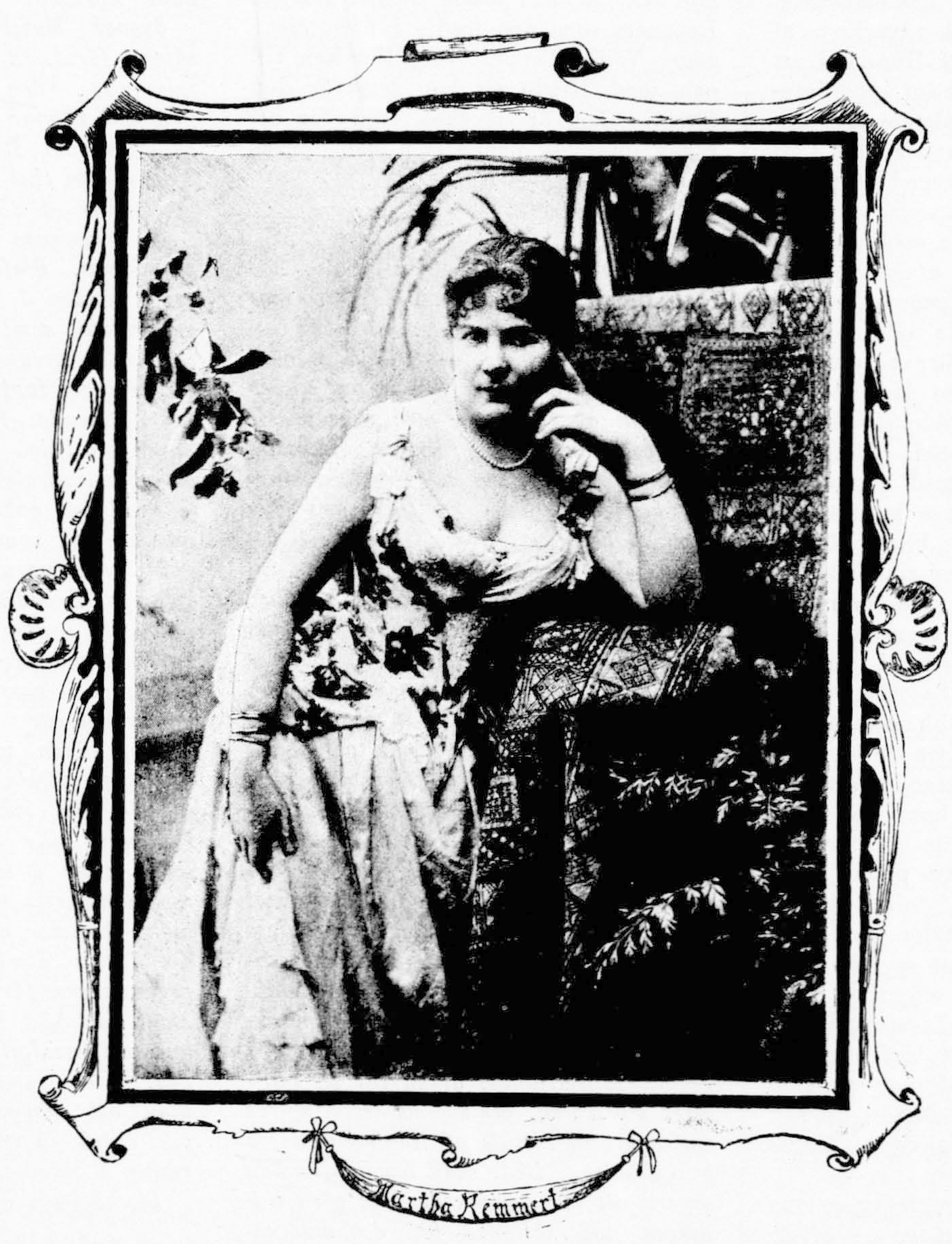
Martha Remmert; * 4. August

- 09. August: Emilija Karlowna Pawlowskaja, russische Opernsängerin, Kammersängerin und Gesangslehrerin († 1935)
- 28. August: Auguste Kraus, österreichische Opernsängerin († 1939)
- 30. August: Percy Goetschius, US-amerikanischer Musiktheoretiker und Kompositionslehrer († 1943)
- 25. September: Eugen Wöhrle, deutscher Kirchenmusiker († 1925)
- 14. Oktober: Ciprian Porumbescu, rumänischer Komponist († 1883)
- 20. Oktober: Theodor Pfeiffer, deutscher klassischer Pianist, Komponist und Musikpädagoge († 1929)
- 26. Oktober: Paul Homeyer, deutscher Organist († 1908)
- 03. November: Benno Müller-Brunow, deutscher Gesangspädagoge und Stimmbildner († 1890)
- 13. Dezember: George Stephănescu, rumänischer Komponist, Dirigent und Musikpädagoge († 1925)
- 15. Dezember: Theodor von Frimmel, österreichischer Kunsthistoriker und Musikwissenschaftler († 1928)
- 22. Dezember: Teresa Carreño, venezolanische Komponistin († 1917)

### Genaues Geburtsdatum unbekannt
- Marie Trousil, österreichische Opernsängerin († nach 1907)

## Gestorben

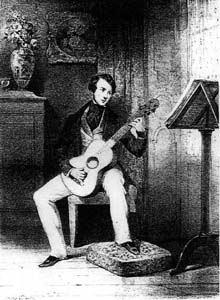
Matteo Carcassi; † 16. Januar

- 16. Januar: Matteo Carcassi, italienischer Gitarrist und Komponist (* 1796)
- 16. Januar: Johann Jakob Sulzer, Schweizer Unternehmer, Glockengiesser und Gründer der Gebrüder Sulzer (* 1782)
- 07. März: Wilhelm Nikolaus Freudentheil, deutscher Pädagoge, evangelisch-lutherischer Geistlicher und Autor (* 1771)
- 09. April: Traugott Immanuel Pachaly, deutscher Organist und Komponist (* 1797)
- 11. April: Louis Emmanuel Jadin, französischer Komponist (* 1768)
- 23. April: Henri-Louis Empeytaz, Schweizer evangelischer Geistlicher und Kirchenlieddichter (* 1790)
- 18. Mai: Marco Berra, italienischer Musikverleger in Prag (* 1784)
- 18. Juni: Bartholomäus Kaffel, österreichischer Glockengießer (* 1781)
- 03. Oktober: George Onslow, französischer Komponist (* 1784)
- 24. Oktober: Lise Cristiani, eine der ersten Cellistinnen der Musikgeschichte (* 1825)
- 29. Oktober: Pierre Zimmermann, französischer Klavierpädagoge und Komponist (* 1785)
- 23. November: Friedrich Schneider, deutscher Komponist, Organist und Kapellmeister (* 1786)
- 03. Dezember: Jeanette Wässelius, schwedische Opernsängerin und Schauspielerin (* 1784)
- 20. Dezember: Carlo Evasio Soliva, italienischer Komponist Schweizer Herkunft (* 1791)